# Pointe de Literole
Pointe de Literole – szczyt w Pirenejach. Leży na granicy między Francją (departament Górna Garonna) a Hiszpanią (Huesca). Należy do Pirenejów Centralnych.